# Subida al Naranco
Subida al Naranco ("Naranco-klättringen") var ett spanskt endagslopp i landsvägscykling vars första upplaga avhölls 1941 och som hade mål på Monte Naranco just norr om Oviedo i Asturien. Starten låg inledningsvis i Oviedo (och loppet tog därifrån en god runda i omgivningarna innan det återvände), men flyttades 2001 till Lugones. Den avslutande 6,9 km långa klättringen uppför Monte Naranco har en genomsnittlig stigningsprocent på 6,2 (422 höjdmeter), som brantast 14,3 % på 100 m. När UCI Europe Tour instiftades 2005 inkluderades Subida al Naranco kategoriserat som 1.1. 2011 inkluderades loppet som sista etapp i Vuelta a Asturias och avhölls därefter ej som ett separat lopp.

## Podieplaceringar
| År        | Vinnare                  | Tvåa                           | Trea                    |
| 1941      | Delio Rodríguez          | José Lahoz                     | Fermín Trueba           |
| 1942      | Fermín Trueba            | Martín Mancisidor              | José Jabardo            |
| 1943      | Delio Rodríguez          | José Lahoz                     | Fermín Trueba           |
| 1944      | Dalmacio Langarica       | Fermín Trueba                  | Cipriano Aguirrezábal   |
| 1945      | Fermín Trueba            | Martín Mancisidor              | José Gutiérrez          |
| 1946      | Fermín Trueba            | Martín Mancisidor              | Enrique Laguna          |
| 1947      | Jesús Loroño             | Luis Sánchez Huergo            | Enrique Laguna          |
| 1948-1959 | ej avhållet              | ej avhållet                    | ej avhållet             |
| 1960      | Antonio Karmany          | Ángel Rodríguez López          | Raúl Rey                |
| 1961      | Antonio Barrutia         | Julio San Emeterio             | Eusebio Vélez           |
| 1962      | Raúl Rey                 | José Luis Talamillo            | Federico Bahamontes     |
| 1963      | Antonio Karmany          | Roberto Morales                | Federico Bahamontes     |
| 1964      | Federico Bahamontes      | Fernando Manzaneque            | Luís Otaño              |
| 1965      | Joaquín Galera           | Ventura Diaz                   | Antonio Gómez del Moral |
| 1966      | Domingo Perurena         | Julio Jiménez                  | Gregorio San Miguel     |
| 1967-1980 | ej avhållet              | ej avhållet                    | ej avhållet             |
| 1981      | Marino Lejarreta         | Ángel Arroyo                   | Ismaël Lejarreta        |
| 1982      | Álvaro Pino              | Pedro Munoz                    | Ángel Arroyo            |
| 1983      | Vicente Belda            | Pedro Delgado                  | Jesús Rodríguez Magro   |
| 1984      | Vicente Belda            | José Patrocinio Jiménez        | Marino Lejarreta        |
| 1985      | Alirio Chizabas          | Julián Gorospe                 | Jokin Mujika            |
| 1986      | Marino Lejarreta         | Pedro Delgado                  | Carlos Hernández Bailo  |
| 1987      | Peter Hilse              | Reimund Dietzen                | Álvaro Pino             |
| 1988      | Marino Alonso            | Vicente Belda                  | Reimund Dietzen         |
| 1989      | Peter Hilse              | Miguel Indurain                | Álvaro Pino             |
| 1990      | Laudelino Cubino         | Enrique Aja                    | Iñaki Gastón            |
| 1991      | Juan Carlos Romero       | Oliverio Rincón                | Laudelino Cubino        |
| 1992      | Tony Rominger            | Francisco Javier Mauleón       | Laudelino Cubino        |
| 1993      | Jesús Montoya            | Oliverio Rincón                | José María Jiménez      |
| 1994      | José Manuel Uría         | Pedro Delgado                  | Julián Barcina          |
| 1995      | Abraham Olano            | Fernando Escartín              | José Manuel Uría        |
| 1996      | Francisco Javier Mauleón | Ramón González Arrieta         | Marcos Serrano          |
| 1997      | Roberto Heras            | José María Jiménez             | Daniel Clavero          |
| 1998      | José Luis Rubiera        | Roberto Heras                  | Aitor Osa               |
| 1999      | Santiago Blanco          | Miguel Ángel Martín Perdiguero | Roberto Laiseka         |
| 2000      | José Luis Rubiera        | Carlos Sastre                  | Fabian Jeker            |
| 2001      | Claus Michael Møller     | Óscar Sevilla                  | Eladio Jiménez          |
| 2002      | Gonzalo Bayarri          | Aitor Osa                      | Óscar Sevilla           |
| 2003      | Leonardo Piepoli         | Francisco Mancebo              | Alberto López de Munain |
| 2004      | Iban Mayo                | Miguel Ángel Martín Perdiguero | Leonardo Piepoli        |
| 2005      | Rinaldo Nocentini        | Jon Bru                        | Danail Petrov           |
| 2006      | Fortunato Baliani        | Kanstantsin Siŭtsoŭ            | Eladio Jiménez          |
| 2007      | Koldo Gil                | Francisco Mancebo              | Pedro Arreitunandia     |
| 2008      | Xavier Tondo             | Koldo Gil                      | Stefano Garzelli        |
| 2009      | Romain Sicard            | Nuno Ribeiro                   | David López García      |
| 2010      | Santiago Pérez           | Andrés Antuña                  | Luis Felipe Laverde     |